# Union der rechten Kräfte
Die Union der rechten Kräfte (russisch Союз правых сил (СПС), Sojus prawych sil, kurz SPS) ist eine politische Organisation in Russland. Sie wurde 2011 wiedergegründet. Von 1999 bis 2008 bestand sie als Partei.

## Inhaltliches Profil

### 1999 bis 2008
Die SPS stand nach eigener Aussage für liberale Grundsätze in Politik und Wirtschaft. Das „rechts“ im Namen der Partei bezieht sich dabei auf Rechtsstaatlichkeit.
Sie vertrat wirtschaftsliberale Positionen (Privatisierung, Abbau der Bürokratie), setzte sich für größere politische Freiheiten ein und forderte die Schaffung einer Berufsarmee. Ihr Verhältnis zur unter Wladimir Putin geschaffenen Machtelite war uneinheitlich. Es existierte ein radikal regierungskritischer Flügel, für den der Politiker Boris Nemzow stand, der die Partei im Februar 2008 verließ, sowie ein gemäßigt kritischer und teilweise kooperationsbereiter Flügel unter Anatoli Tschubais.

### Seit 2011
Die inhaltliche Orientierung der neuen Bewegung ist weiter liberal und gemäßigt wirtschaftsfreundlich. Die Bewegung hat eine kritische Distanz zur Politik der Regierung.

## Innere Struktur
Höchstes Organ der SPS war der Parteitag. Dieser wählte den Präsidentschaftskandidaten, den sogenannten Föderalen Politischen Rat (oberstes Organ zwischen den Parteitagen) und eine Revisionskommission zu dessen Kontrolle. Die Partei war in etwa 90 % der Regionen Russlands mit örtlichen Organisationen vertreten.

## Geschichte der Partei

### 1999 bis 2008
Die SPS wurde 1999 als Wahlbündnis verschiedener Organisationen gegründet zu denen unter anderem die Partei Demokratische Wahl Russlands gehörte. Bei den Wahlen zur Staatsduma 1999 erhielt das Bündnis 8,3 % der Stimmen.
2001 vereinigten sich die Mitglieder des Wahlbündnisses zu einer Partei. Am 21. August 2002 wurde ihr Duma-Abgeordneter Wladimir Golowljow während eines Spaziergangs von Auftragsmördern ermordet.
Bei den Wahlen im Jahr 2003 kam die Union der rechten Kräfte jedoch lediglich auf 3,9 % und war in der folgenden Legislaturperiode nur noch mit drei direkt gewählten Abgeordneten in der Duma vertreten. Bei den folgenden Duma-Wahlen im Dezember 2007 konnte sie keine Sitze mehr erringen und erreichte nur noch 1 % der Wählerstimmen.
Die Partei wurde von Michail Chodorkowski bis zu dessen Verhaftung finanziell unterstützt. Im Mai 2005 wurde Nikita Belych zum Vorsitzenden des Föderalen politischen Rates gewählt. Im Mai 2008 nahm die Partei an der oppositionellen Aktion "Alternatives Parlament" teil.
Im September 2008 gab es Meldungen über eine bevorstehende Auflösung der Partei bzw. eine Fusion mit anderen als liberal geltenden Kräften. Am 2. Oktober 2008 gab die SPS nach dem Rücktritt ihres Vorsitzenden ihre Auflösung bekannt. Gemeinsam mit der Demokratischen Partei Russlands wollten die Anhänger eine neue Partei als Sammelbecken oppositionell-liberaler Kräfte in Russland gründen. Diese Gründung erfolgte im November 2008 unter dem Namen Gerechte Sache.

### Seit 2011
2011 wurde sie von einigen ehemaligen Mitgliedern als Bewegung Union der rechten Kräfte wiedergegründet. Diesen war die Politik der Rechten Sache zu Kreml-nah. Sie wurde wieder assoziiertes Mitglied der Internationalen Demokratischen Union. 2012 wurde sie als "öffentliche gesellschaftliche Organisation" in Russland registriert. Die Bewegung ist nicht berechtigt, an Parlamentswahlen teilzunehmen.
2014 kritisierte sie die russische militärische Einflussnahme in der Ukraine.

## Prominente Mitglieder
- Nikita Belych (Vorsitzender Mai 2005 bis Oktober 2008)
- Jegor Gaidar (leitete ein Moskauer Wirtschaftsinstitut, ehemaliger russischer Ministerpräsident, ehemaliger Wirtschaftsminister)
- Leonid Gosman (stellvertretender Parteivorsitzender)
- Boris Nemzow (Ehemaliger russischer Vizepräsident in der Regierung Boris Jelzin), im Februar 2008 ausgetreten[9]
- Anatoli Tschubais (bekannter Wirtschaftoligarch, ehemals Finanzminister)
- Sergei Kirijenko (ehemaliger russischer Ministerpräsident)